# Březno (kraj ustecki)
Březno – gmina w Czechach, w powiecie Chomutov, w kraju usteckim. Według danych z dnia 1 stycznia 2013 liczyła 1 276 mieszkańców.